# Justin Slaten
Justin Michael Slaten (Longview, Texas, 15 de septiembre de 1997), más conocido como Justin Slaten, es un jugador profesional estadounidense de béisbol que se desempeña en la posición de lanzador en Boston Red Sox, equipo de las Grandes Ligas de Béisbol (MLB).

## Carrera
En 2024, Slaten hizo su debut en la MLB con el equipo Boston Red Sox, donde lleva jugando una temporada.